# روبرتا جما
فلوریانا پانلا (ایتالیایی: Floriana Panella؛ زاده ۱۵ دسامبر ۱۹۸۰) که بیشتر با نام حرفه‌ای‌اش روبرتا جما (ایتالیایی: Roberta Gemma) شناخته می‌شود، بازیگر پورنوگرافی اهل ایتالیا است.